# 图尔图瓦拉克
图尔图瓦拉克（法語：Tourtoirac，法語發音：[tuʁtwaʁak]）是法国多尔多涅省的一个市镇，位于该省东部偏北，属于萨拉拉卡内达区。

## 地理
图尔图瓦拉克（45°16'13"N, 1°3'29"E）面积25.43 平方千米，位于法国新阿基坦大区多爾多涅省，该省份为法国西南部内陆省份，是法國本土面积第三大的省，大致对应佩里戈尔地区，北起顺时针与夏朗德省、上维埃纳省、科雷兹省、洛特省、洛特-加龙省、吉倫特省和滨海夏朗德省接壤。
与图尔图瓦拉克接壤的市镇（或旧市镇、城区）包括：圣马夏尔-达尔巴雷德、欧特福尔、谢尔韦-屈巴、圣拉斐尔、库洛尔、圣庞塔利-代克西德伊、圣厄拉利当斯、舒尔尼亚克、圣奥尔斯。
图尔图瓦拉克的时区为UTC+01:00、UTC+02:00（夏令时）。

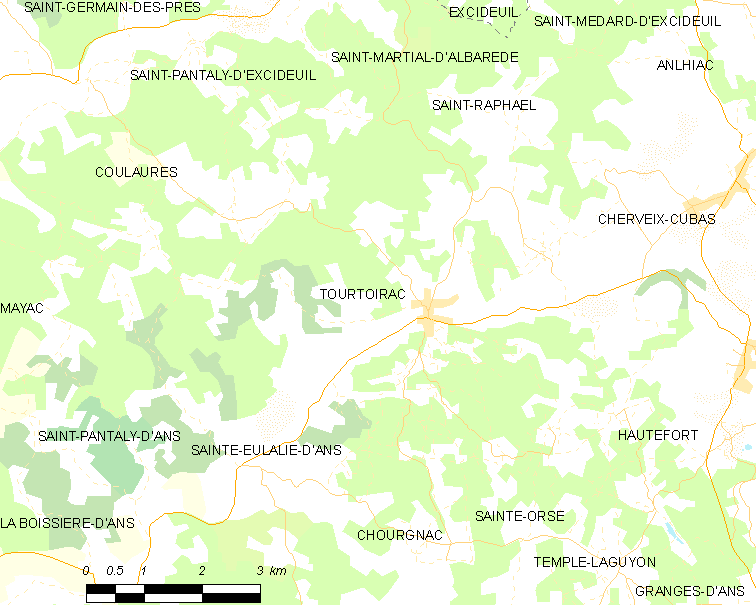
图尔图瓦拉克的OSM定位图

## 行政
图尔图瓦拉克的邮政编码为24390，INSEE市镇编码为24555。

## 政治
图尔图瓦拉克所属的省级选区为上黑色佩里戈尔县。

## 交通
多尔多涅省省道D5线、D67线和D73线在境内交汇。

## 人口

1962-2008年间图尔图瓦拉克人口变化图示

图尔图瓦拉克于2022年1月1日时的人口数量为638人。